# 星川清司
星川 清司（ほしかわ せいじ、本名：清（きよし）、1921年10月27日 - 2008年7月25日）は、日本の脚本家・小説家。

## 来歴
東京市下谷区（現：東京都台東区）出身。旧制山形高校中退。
子供の頃から浅草の映画館へ通い、映画に親しむ日々を送った。若い頃の星川は病気がちだったため、30歳を過ぎてから職を探すことになったが映画関係の職に就きたいと思ってはみても監督をやるのは体力的に無理と判断し、脚本家を志すようになったという。
映画界にはまったくツテのなかった星川は、やがて自身の手による脚本を業界の著名人に手当たり次第に送りつけるようになった。結果、森岩雄に紹介された藤本真澄から東宝の仕事を依頼されるようになった。同じ時期に星川は小津安二郎に松竹大船撮影所へ招かれている。この時、小津の人柄に惚れ込んだ星川は、生涯小津のことを師と慕い続けた。1956年に大映東京撮影所と、そしてその後間もなく日活とも契約を結ぶ。
1962年、大映京都撮影所と契約を結び、京都へ移る。星川の最初の仕事は子母澤寛の新作『新選組始末記』を原作として書いた同名の映画の脚本だった。この作品は当初、藤巻潤主演作として製作する予定だったが、星川の脚本が市川雷蔵の目にとまり、雷蔵主演で製作されることになった。監督を務めたのは三隅研次で、以降雷蔵・三隅・星川は度々トリオを組むことになる。後に星川は「雷蔵と提携したことで大映京都撮影所では厚遇を受けることができた」と回顧している。大映時代の代表的な作品には『眠狂四郎シリーズ』（第1作から7作までを担当）がある。
大映の倒産後も星川はテレビドラマの脚本も手掛け、1970年に『わが父北斎』（毎日放送制作）で芸術祭優秀賞とイタリア賞グランプリを受賞した。また小説では処女作の『小伝抄』が第102回（1989年下半期）直木賞を受賞、これは直木賞の最年長受賞記録（68歳2ヶ月）であった。
以後も星川は小説家としても活動するようになり、晩年はもっぱら小説家としての活動に専念した。

## 生年について
生前、生年を1926年と公表してきた。これは、星川が「寅年生まれは運が強い」との理由からである。死後、実際には1921年生まれであることが公表され、これにより直木賞の最年長受賞記録が更新された。

## 著書
- 『小伝抄』（文藝春秋、1990年／文春文庫、1993年）
- 『おかめひよっとこ』（文藝春秋、1990年）
- 『夢小袖』（文藝春秋、1991年）
- 『櫓の正夢 - 鶴屋南北闇狂言』（中央公論社、1993年／ちくま文庫、1999年）
- 『利休』（文藝春秋、1994年）
- 『今戸橋晩景』（文藝春秋、1995年）
- 『小村雪岱』（平凡社、1996年）
- 『江戸よいとこ』（平凡社、1997年）
- 『大映京都撮影所カツドウヤ繁昌記』（日本経済新聞社、1997年）
- 『入相の鐘』（文藝春秋、1998年）
- 『あぶり繪』（日本経済新聞社、2002年）

## 脚本作品
- 無宿者 (1964年)
- 大殺陣 雄呂血（1966年）
- 海はふりむかない（1969年）